# Choerades flavipes
Choerades flavipes là một loài ruồi trong họ Asilidae. Choerades flavipes được Wiedemann miêu tả năm 1821.